# Amblystegium smithii
Amblystegium smithii là một loài rêu trong họ Amblystegiaceae. Loài này được Sw. Lindb. mô tả khoa học đầu tiên năm 1871.